# Ивачевское
Ивачевское — озеро в Вологодской области России. Располагается на территории Ирдоматского сельского поселения Череповецкого района. На севере вытекает река Исток, впадающая в Ягорбу и протекающая через озеро Колманское. На юге впадает река Игумешка. Относится к бассейну Рыбинского водохранилища.
Форма озера слегка вытянута в широтном направлении. Располагается на высоте 102 м над уровнем моря на юго-западной окраине болота Борисовское, в 3,5 км к северо-востоку от Череповца. Берега озера низкие, заболоченные, покрытые зарослями багульника, рассечённые мелиоративными каналами. Площадь водоёма составляет 3,4 км². Зимой при сработке уровня Рыбинского водохранилища объём водной массы и площадь озера значительно сокращается. Характерны зимние заморы рыбы. Длина озера 0,92 км, максимальная ширина составляет 0,63 км.

## Аномальная зона
Сторонниками теории паранормальных явлений Ивачевское озеро характеризуется как аномальная зона, которая пользуется в народе недоброй славой. Якобы до сих пор на озере продолжают теряться люди, оно подчиняет людей своей воле и доводит до самоубийства.
Код объекта в государственном водном реестре — 08010200211110000003893.